# Ozero Rossomatjinskoje
Ozero Rossomatjinskoje (ryska: Озеро Россомачинское) är en sjö i Belarus.   Den ligger i voblasten Vitsebsks voblast, i den norra delen av landet, 230 km norr om huvudstaden Minsk. Ozero Rossomatjinskoje ligger 140 meter över havet. Arean är 0,34 kvadratkilometer. Den sträcker sig 1,4 kilometer i nord-sydlig riktning, och 0,8 kilometer i öst-västlig riktning.
I omgivningarna runt Ozero Rossomatjinskoje växer i huvudsak blandskog. Runt Ozero Rossomatjinskoje är det ganska glesbefolkat, med 26 invånare per kvadratkilometer.